# Saint-Martin-du-Clocher
Saint-Martin-du-Clocher é uma comuna francesa na região administrativa da Nova Aquitânia, no departamento de Charente. Estende-se por uma área de 6,66 km². Em 2010 a comuna tinha 126 habitantes (densidade: 18,9 hab./km²).